# ماثيو هال (متزلج فني)
ماثيو هال هو متزلج فني كندي، ولد في 1970.